# 1068
1068 (MLXVIII) fue un año bisiesto comenzado en martes del calendario juliano.

## Acontecimientos
- 18 de marzo y 29 de mayo: Dos grandes terremotos sacuden Oriente Próximo dejando un saldo de 20.000 muertos.
- 22 de mayo: Comienza el reinado del Emperador Go-Sanjō de Japón.
- Guerra de los tres Sanchos en Castilla.
- Sitio de Exeter: El rey Guillermo el Conquistador marchó con un ejército combinado Anglo-Normandos desde el oeste a limpiar los focos de resistencia Sajona.

## Nacimientos
- Enrique I, rey de Inglaterra.
- Pedro I, rey de Aragón.

## Fallecimientos
- 22 de mayo: Emperador Go-Reizei de Japón. (n.1025)
- Argiro, comandante bizantino de origen lombardo.
- Ramón Wifredo, conde de Cerdaña.